# Fernando Martín Espina
Fernando Martín Espina, född 15 mars 1962 i Madrid, död 3 december 1989 i Madrid, var en spansk basketspelare. Han var 2,06 meter lång och spelade främst som center. Han anses vara en av Spaniens bästa basketspelare genom tiderna. 2007 valdes han in i FIBA:s Hall of Fame.

## Död och eftermäle
Fernando Martín Espina dog den 3 december 1989, 27 år gammal, i en bilolycka. Han körde då sin egen limited edition Lancia Thema med en Ferrarimotor i.
Fernando Martín Espinas död sände chockvågor genom spansk basket. För att hedra Fernando Martín Espina pensionerades nummer 10 av Real Madrid.
Vid NBA Slam Dunk Contest 2009 tävlade Portland Trail Blazers-spelaren Rudy Fernández iklädd en Trail Blazers-matchtröja med nummer 10, för att hedra Fernando Martín Espina.

## Landslagskarriär
Fernando Martín Espina var med och vann OS-silver 1984 i Los Angeles. Detta var Spaniens första medalj i basket vid olympiska sommarspelen. Det kom att dröja till baskettävlingarna vid olympiska sommarspelen 2008 i Peking innan Spanien tog sin nästa medalj.

## Lag
- Estudiantes Mudespa (Spanien, 1979–1981)
- Real Madrid (Spanien, 1981–1986)
- Portland Trail Blazers (1986–1987)
- Real Madrid (Spanien, 1987–1989)